# Ферара ди Монте Балдо
Ферара ди Монте Балдо је насеље у Италији у округу Верона, региону Венето.
Према процени из 2011. у насељу је живело 89 становника. Насеље се налази на надморској висини од 958 м.

## Становништво
Према резултатима пописа становништва 2011. у општини је живело 221 становника.
| 1951. | 1961. | 1971. | 1981. | 1991. | 2001. | 2011. |
| ----- | ----- | ----- | ----- | ----- | ----- | ----- |
| 470   | 369   | 293   | 218   | 167   | 188   | 221   |